# 여흥동
여흥동(驪興洞)은 대한민국 경기도 여주시에 있는 행정동이다.

## 연혁
- 475년 : 고구려시대 골내근현에 속하였다.
- 757년 : 신라 경덕왕 때 기천에 속하였다.
- 1305년 : 고려 충렬왕 때 여흥에 속하였다.
- 1401년 : 조선 태종 때 여주에 속했으며 그 후 주내면에 속하였다.
- 1938년 : 여주면으로 개칭하였다.
- 1941년 : 여주읍으로 승격하였다.
- 2013년 9월 23일 : 여주군 여주읍이 폐지되어 여흥동으로 분동하였다.

## 법정동
- 상동(上洞)
- 홍문동(弘門洞)
- 점봉동(店峰洞)
- 삼교동(三橋洞)
- 능현동(陵峴洞)
- 멱곡동(覓谷洞)
- 우만동(又晩洞)
- 단현동(丹峴洞)
- 신진동(新津洞)
- 연양동(淵陽洞)
- 매룡동(梅龍洞)
- 상거동(上巨洞)
- 하거동(下巨洞)

## 주요 기관

### 관공서
- 여주시청
- 여주시민회관
- 여주시보건소

### 교육 기관
- 여흥초등학교
- 점봉초등학교
- 여주여자중학교
- 세종고등학교

## 교통
- 여주종합버스터미널

## 명소
- 강천보
- 강변유원지
- 남여주GC
- 명성왕후생가
- 이완장군 묘
- 팜스퀘어캠프장
- 황학산수목원

## 주요 사업체
- 한국코카콜라